# Travisia granulata
Travisia granulata är en ringmaskart som beskrevs av Moore 1923. Travisia granulata ingår i släktet Travisia och familjen Opheliidae. Inga underarter finns listade i Catalogue of Life.